# Hugh Bowman
James Hugh Bowman, född 14 juli 1980 i Dunedoo i New South Wales i Australien, är en australisk jockey. Han valdes in i Australian Racing Hall of Fame 2019. Han har ridit hästar som Winx, Cheval Grand, Werther, Samantha Miss och Exceed and Excel.

## Karriär

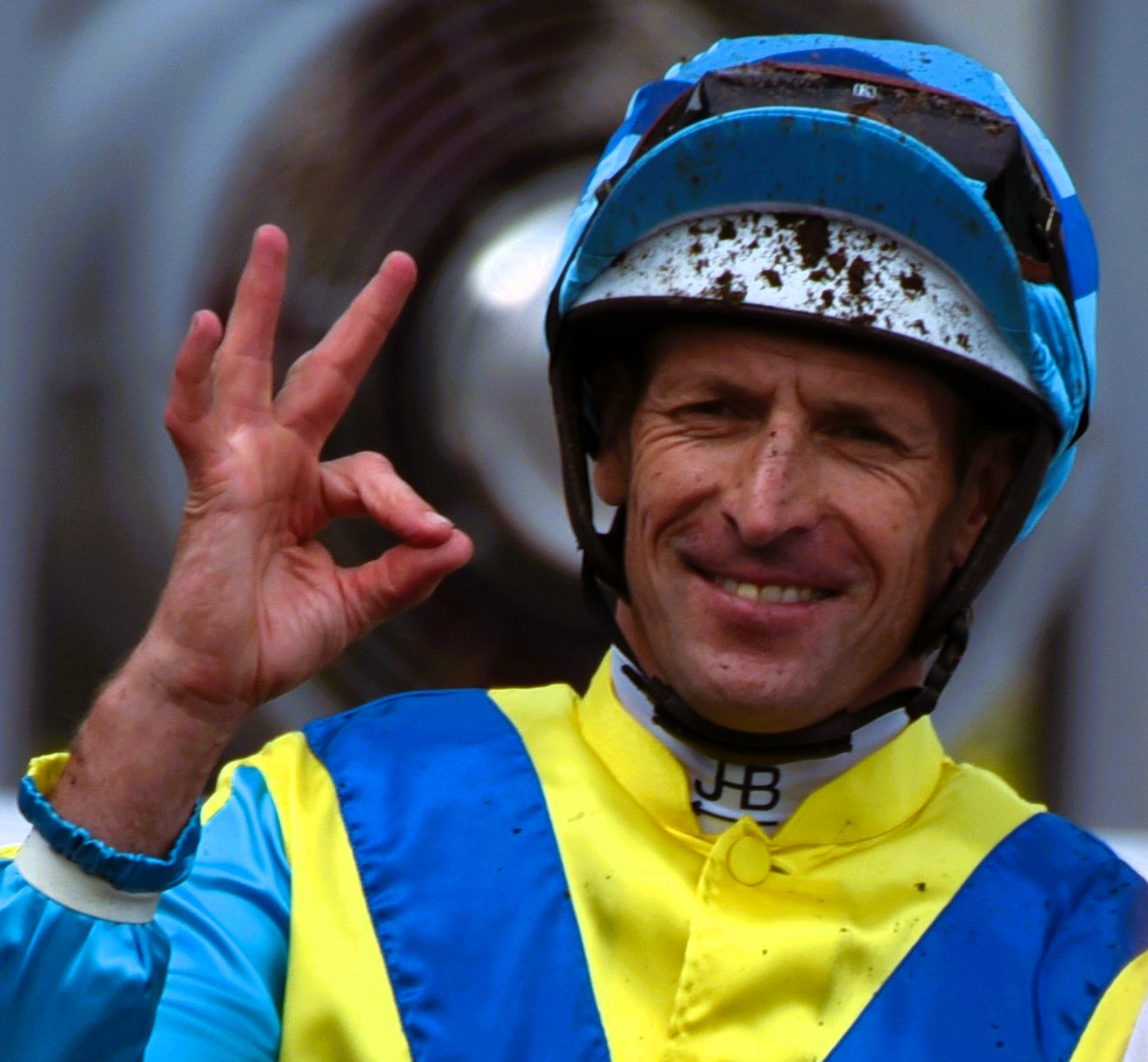
2023

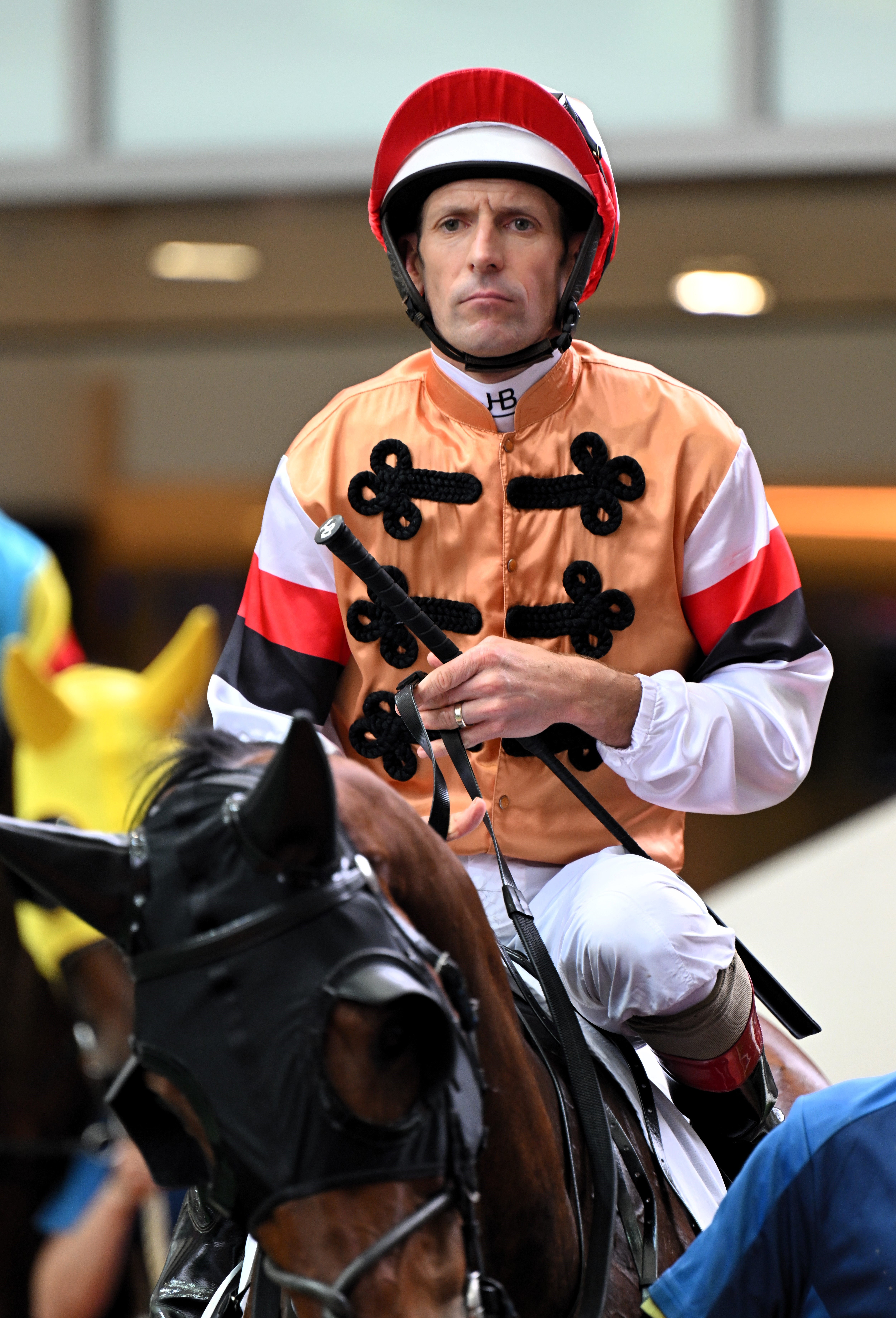
2024

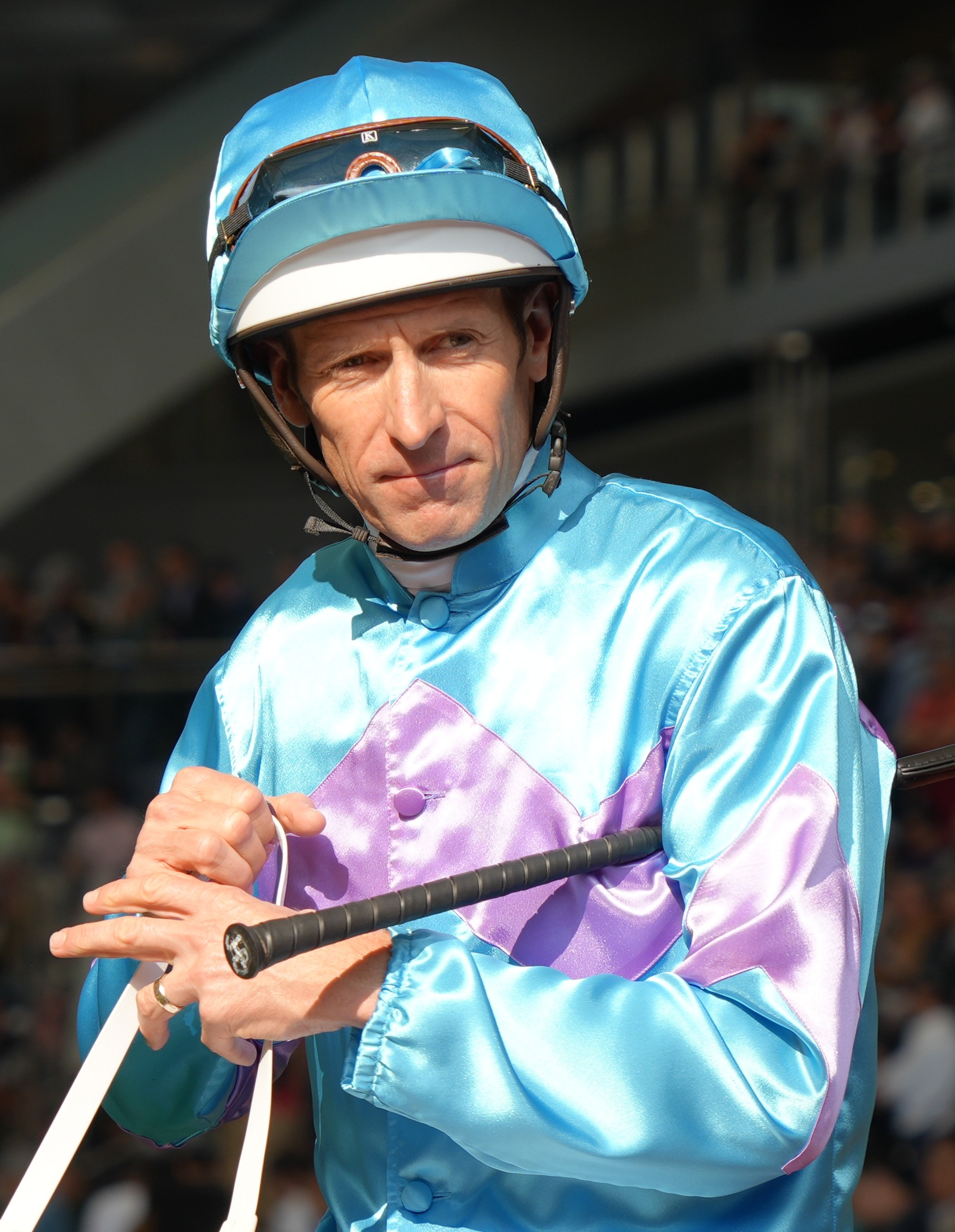
2025

Bowman har sin bas i Sydney, och har vunnit New South Wales Metropolitan Jockey Premiership fyra gånger (2008/09, 2011/12, 2014/15, 2016/17), och har tagit uppmot 100 grupp 1-segrar. Han var ordinarie jockey på Winx från 2014 till hennes pensionering 2019.
Bowman är även känd för segergesten "She's Apples", samt har smeknamnet "The Undisputed Group 1 King".